# داني مينتينغ
داني مينتينغ (بالهولندية: Danny Menting)‏ (5 مايو 1990 بخرونينغن في هولندا - ) هو لاعب كرة قدم هولندي في مركز الوسط. لعب مع نادي إيمن ونادي غرونينغن وAsser Christelijke Voetbalvereniging ‏ ونادي فيندام.

## روابط خارجية
- داني مينتينغ على موقع قاعدة بيانات كرة القدم.إي يو (الإنجليزية)
- داني مينتينغ على موقع Soccerway.com (الإنجليزية)